# The Ocean Race
Pour les articles homonymes, voir Volvo (homonymie).
The Ocean Race, anciennement Whitbread Round the World Race de 1973 à 1998, puis Volvo Ocean Race de 2001 à 2018, est une course à la voile autour du monde en équipage et par étapes réservée aux monocoques. Initialement organisée tous les quatre ans, elle a lieu tous les trois ans depuis l'édition 2008-2009.

## Historique
Baptisée à l'origine Whitbread Round the World Race, du nom de l'entreprise britannique Whitbread coorganisatrice avec la Royal Naval Sailing Association, la première édition de cette course se déroula en 1973 sur seulement quatre étapes, elle connut sept éditions sous ce nom avant d'être rebaptisée Volvo Ocean Race en 2002 du nom du constructeur automobile devenu sponsor principal. En 1989, le nombre d'étapes passa à six. En 1993, deux catégories sont distinguées : les « Maxi » (25,90 m) et les « WOR60 », monocoques hi-tech de 60 pieds (18,28 m). Par la suite, seuls les 60 pieds « V60 » pourront concourir. En 1993, le nombre d'étapes est fixé à neuf. La course représente environ 120 jours de mer.
Pour 2005, la jauge autorise les « V70 », des monocoques de 70 pieds plus puissants que les « V60 ».
Pour réduire les coûts et pour attirer un plus grand nombre d'équipes, la direction de course a annoncé le 28 juin 2012  que les deux prochaines éditions 2014-2015 et 2017-2018 seraient courues sur des monotypes de 65 pieds.
C'est pendant l'édition 2017-18 que la décision est prise de courir la prochaine édition de The Ocean Race sur les monocoques à foils Imoca, ainsi que sur les VO65, qui ont d'ores et déjà bouclé deux tours du monde en équipages.

## Palmarès
| Édition   | Vainqueur                 | Skipper                        | Concurrents au départ | Départ      | Arrivée           | Nombre d'étapes |
| --------- | ------------------------- | ------------------------------ | --------------------- | ----------- | ----------------- | --------------- |
| 1973-1974 | Sayula II                 | Ramón Carlín (es)              | 17                    | Portsmouth  | Portsmouth        | 4               |
| 1977-1978 | Flyer                     | Cornelius van Rietschoten (en) | 15                    | Portsmouth  | Portsmouth        | 4               |
| 1981-1982 | Flyer II                  | Cornelius van Rietschoten (en) | 29                    | Portsmouth  | Portsmouth        | 4               |
| 1985-1986 | L'Esprit d'équipe         | Lionel Péan                    | 15                    | Portsmouth  | Portsmouth        | 4               |
| 1989-1990 | Steinlager 2              | Peter Blake                    | 23                    | Southampton | Southampton       | 6               |
| 1993-1994 | NZ Endeavour              | Grant Dalton                   | 14                    | Southampton | Southampton       | 6               |
| 1997-1998 | EF Language               | Paul Cayard                    | 10                    | Southampton | Southampton       | 9               |
| 2001-2002 | Illbruck Challenge        | John Kostecki                  | 8                     | Southampton | Kiel              | 10              |
| 2005-2006 | ABN AMRO One              | Mike Sanderson (en)            | 7                     | Vigo        | Göteborg          | 9               |
| 2008-2009 | Ericsson 4                | Torben Grael                   | 8                     | Alicante    | Saint-Pétersbourg | 10              |
| 2011-2012 | Groupama 4                | Franck Cammas                  | 6                     | Alicante    | Galway            | 9               |
| 2014-2015 | Abu Dhabi Ocean Racing    | Ian Walker                     | 7                     | Alicante    | Göteborg          | 9               |
| 2017-2018 | Dongfeng Race Team (en)   | Charles Caudrelier             | 7                     | Alicante    | La Haye           | 11              |
| 2022-2023 | 11th Hour Racing (Malama) | Charlie Enright                | 5                     | Alicante    | Gênes             | 7               |

## Éditions

### Édition 1973-1974

Parcours de la Whitbread 1973-1974.

Inspirée par le navigateur Francis Chichester en 1967, la première édition commence le 8 septembre 1973. Elle comporte 4 étapes :
- Portsmouth - Le Cap ;
- Le Cap - Sydney ;
- Sydney - Rio ;
- Rio - Portsmouth.

- 18 bateaux au départ, 13 classés ;

Le skipper Ramón Carlín (Mexique) remporte le classement général en temps compensé sur Sayula II, un voilier de 65 pieds (Swan 65, 19,80 m). Éric Tabarly sur Pen Duick VI remporte la deuxième étape en temps réel, mais ayant démâté dans la première, et démâtant à nouveau dans la troisième étape, il ne peut figurer au classement général ;
Dominique Guillet, coskipper de 33 Export, disparaît en mer.
| Place | Bateau           | Nationalité    | Skipper                                                     | Type (LOA)             | Temps compensé |
| ----- | ---------------- | -------------- | ----------------------------------------------------------- | ---------------------- | -------------- |
| 1     | Sayula II        | Mexique        | Ramón Carlín                                                | Swan 65 (19,80 m)      | 2.1.2.4        |
| 2     | Adventure        | Royaume-Uni    | Patrick Byans, Malcolm Skene, Gearge Vallings, Roy Mullener | Nicholson 55 (16,76 m) | 1.9.1.1        |
| 3     | Grand Louis      | France         | André Viant                                                 | Goélette (18,60 m)     | 10.2.4.5       |
| 4     | Kriter           | France         | Jack Grout, Michel Malinovsky, Alain Gliksman               | Ketch (20,70 m)        | 9.3.3.8        |
| 5     | Guia             | Italie         | Giorgio Falck                                               | Sloop (13,73 m)        | 5.7.5.6        |
| 6     | Great Britain II | Royaume-Uni    | Chay Blyth                                                  | Ketch (23,79 m)        | 12.6.6.2       |
| 7     | Second Life      | Royaume-Uni    | Roddy Ainslie                                               | Ketch (21,65 m)        | 11.4.8.11      |
| 8     | CS&RB            | Italie         | Doi Malingri et Franco Malingi                              | Ketch (15,25 m)        | 13.8.7.13      |
| 9     | British Soldier  | Royaume-Uni    | James Myatt                                                 | Ketch (17,70 m)        | 14.10.9.10     |
| 10    | Tauranga         | Italie         | Eric Pascoli                                                | Swan 55 (16,77 m)      | 7.12.10.9      |
| 11    | Copernicus       | Pologne        | Zygfryd Perlicki                                            | Ketch (13,72 m)        | 8.11.12.14     |
| 12    | 33 Export        | France         | Jean Pierre Millet, Dominique Guillet                       | Ketch (17,37 m)        | 3.15.14.3      |
| 13    | Otago            | Pologne        | Zdzislaw Pienkawa                                           | Ketch (16,77 m)        | 15.13.13.15    |
| 14    | Peter von Danzig | Allemagne      | Reinhard Laucht                                             | Ketch                  | 16.14.11.16    |
| DNF   | Pen Duick VI     | France         | Éric Tabarly                                                | Ketch (22,25 m)        |                |
| DNF   | Burton Cutter    | Royaume-Uni    | Leslie Williams / Alan Smith                                |                        |                |
| DNF   | Jakaranda        | Afrique du Sud | John Goodwin                                                |                        |                |
| DNF   | Concorde         | France         | Pierre Chassin                                              |                        |                |
| DNF   | Pen Duick III    | France         | Marc Cuiklinski                                             |                        |                |

### Édition 1977-1978
- 15 bateaux au départ - 15 classés
- 6 bateaux français classés

Parcours de la Whitbread 1977-1978.

- 4 étapes : Portsmouth - Le Cap ; Le Cap - Auckland ; Auckland - Rio ; Rio - Portsmouth

C'est un Hollandais, Cornelis van Rietschoten, qui l'emporte sur Flyer, un voilier de 65 pieds. Éric Tabarly, sur Pen Duick VI, est disqualifié à cause de sa quille en uranium appauvri, interdite sur la course.
| Pos. | Bateau                       | Skipper                                                       | Type/ LOA (ft)  | Compensé étapes |
| ---- | ---------------------------- | ------------------------------------------------------------- | --------------- | --------------- |
| 1    | Flyer Pays-Bas               | Cornelis van Rietschoten                                      | Ketch 19,87 m   | 1.4.2.7         |
| 2    | King's Legend Royaume-Uni    | Nick Ratcliff, Mike Clancy                                    | Swan 65 19,68 m | 2.3.7.5         |
| 3    | Traité de Rome Europe        | Philippe Hanin                                                | Sloop 15,60 m   | 5.2.3.2         |
| 4    | Disque d'Or Suisse           | Pierre Fehlmann                                               | Swan 65 19,28 m | 4.5.4.3         |
| 5    | ADC Accutrac Royaume-Uni     | Clare Francis                                                 | Swan 65 19,68 m | 9.7.5.6         |
| 6    | Gauloise II France           | Éric Loizeau                                                  | Ketch 17,45 m   | 3.15.1.1        |
| 7    | Adventure Royaume-Uni        | James Watts, David Leslie, Ian Bailey-Willmot, Robin Duchesne | Sloop 16,76 m   | 6.6.14.8        |
| 8    | Neptune France               | Bernard Deguy                                                 | Sloop 18,30 m   | 8.10.6.9        |
| 9    | B et B Italia Italie         | Corrado di Majo                                               | Sloop 16,46 m   | 7.12.9.12       |
| 10   | 33 Export France             | Alain Gabbay                                                  | Sloop 17,37 m   | 13.1.15.4       |
| 11   | Tielsa Pays-Bas              | Dirk Nauta                                                    | Ketch 20,50 m   | 10.14.14.8      |
| 12   | Great Britain II Royaume-Uni | Chay Blyth                                                    | Ketch 23,79 m   | 12.9.10.13      |
| 13   | Debenhams Royaume-Uni        | John Ridgway                                                  | Ketch 17,10 m   | 11.11.12.15     |
| 14   | Japy-Hermes France           | Jimmy Viant                                                   | Ketch 19,20 m   | 14.13.13.14     |
| 15   | Condor Royaume-Uni           | Robin Knox-Johnston, Leslie Williams                          | Sloop 23,48 m   | 15.8.11.11      |

### Édition 1981-1982

Parcours de la Whitbread 1981-1982.

- 26 bateaux au départ - 20 classés.
- 4 étapes : Portsmouth - Le Cap ; Le Cap - Auckland ; Auckland - Mar Del Plata ; Mar Del Plata - Portsmouth

Cornelis van Rietschoten l'emporte à nouveau avec un nouveau bateau : Flyer II (19,50 m). Il remporte les quatre étapes en temps réel (premier à franchir la ligne). Il emporte donc le classement général en temps réel, mais aussi le classement général en temps compensé.
| Pos. | Bateau                         | Skipper                  | Type/ LOA (ft)    | Compensé étapes | Réel étapes | Temps total        |
| ---- | ------------------------------ | ------------------------ | ----------------- | --------------- | ----------- | ------------------ |
| 1    | Flyer II Pays-Bas              | Cornelis van Rietschoten | Sloop 23,16 m     | 3.3.8.2         | 1.1.1.1     | 2857 h 12 min 48 s |
| 2    | Charles Heidseick III France   | Alain Gabbay             | sloop 20,30 m     | 2.2.5.4         | 2.4.4.3     | 2887 h 55 min 29 s |
| 3    | Kriter IX France               | André Viant              | Sloop 19,00 m     | 1.4.9.3         | 3.5.6.4     | 2890 h 30 min 26 s |
| 4    | Disque d'Or III Suisse         | Pierre Fehlmann          | Sloop 17,78 m     | 7.6.2.10        | 7.7.5.8     | 2933 h 37 min 44 s |
| 5    | Outward Bound Nouvelle-Zélande | David Taylor             | sloop 15,43 m     | 6.11.4.7        |             |                    |
| 6    | Xargo III Afrique du Sud       | Peter Kutel              | Swan 65 19,68 m   | 10.7.3.8        | 11.11.8.    |                    |
| 7    | Morbihan France                | Philippe Poupon          | Sloop 14,85 m     | 9.10.1.13       | 17.17.10    |                    |
| 8    | Berge-Viking Norvège           | Peder Lunde              | Swan 57 17,50 m   | 4.8.10.9        |             |                    |
| 9    | Alaska Eagle États-Unis        | Neil Bergt               | Sloop 19,85 m     | 5.13.12.5       | 5.10.9.7    | 3034 h 58 min 44 s |
| 10   | Euromarché France              | Éric Tabarly             | Ketch 22,25 m     | 20.5.7.11       | 6.3.3.5     | 3047 h 37 min 40 s |
| 11   | Ceramco Nouvelle-Zélande       | Peter Blake              | Sloop 20,90 m     | 26.1.6.1        | 18.2.2.2    | 3065 h 42 min 43 s |
| 12   | Skopbank of Finland Finlande   | Gahberg                  | baltic 51 15,54 m | 18.9.11.14      |             |                    |
| 13   | Rolly Go Italie                | Giorgio Falk             | Sloop 15,64 m     | 21.14.13.6      |             |                    |
| 14   | Traité de Rome Europe          | Antonio Chioatto         | Sloop 15,60 m     | 12.15.14.12     |             |                    |
| 15   | Croky Belgique                 | Gustave Versluys         | Sloop 13,40 m     | 13.17.15.15     |             |                    |
| 16   | First Coopérative Royaume-Uni  | Leslie Williams          | Sloop 24,54 m     | 15.18.16.20     |             |                    |
| 17   | United Friendly Royaume-Uni    | Chay Blyth               | Sloop 23,79 m     | 25.20.17.16     | 13.9.12.6   | 3394 h 06 min 55 s |
| 18   | Walross III Berlin Allemagne   | Daf Machil               | Sloop 16,07 m     | 17.21.18.19     |             |                    |
| 19   | Licor 43 Espagne               | J. Coello                | Sloop 18,27 m     | 22.24.20.17     |             |                    |
| 20   | Il gagomma Italie              | Roberto Vianello         | Sloop 15,00 m     | 24.23.19.23     |             |                    |

Non classés ou abandon--
- European University Belgium - Jean Blondiau -  Belgique
- Swedish entry - Peder Silfverhielm - Suède
- 33 Export - Thomas Philippe - France
- Gauloise III - Éric Loizeau - France
- Save Venice - Doi Malingri - Italie
- Bubblegum - Ian Mc Gowan-Fyfe -  Royaume-Uni

### Édition 1985-1986
- 4 étapes
- 15 bateaux au départ, 13 classés.

Parcours de la Whitbread 1985-1986.

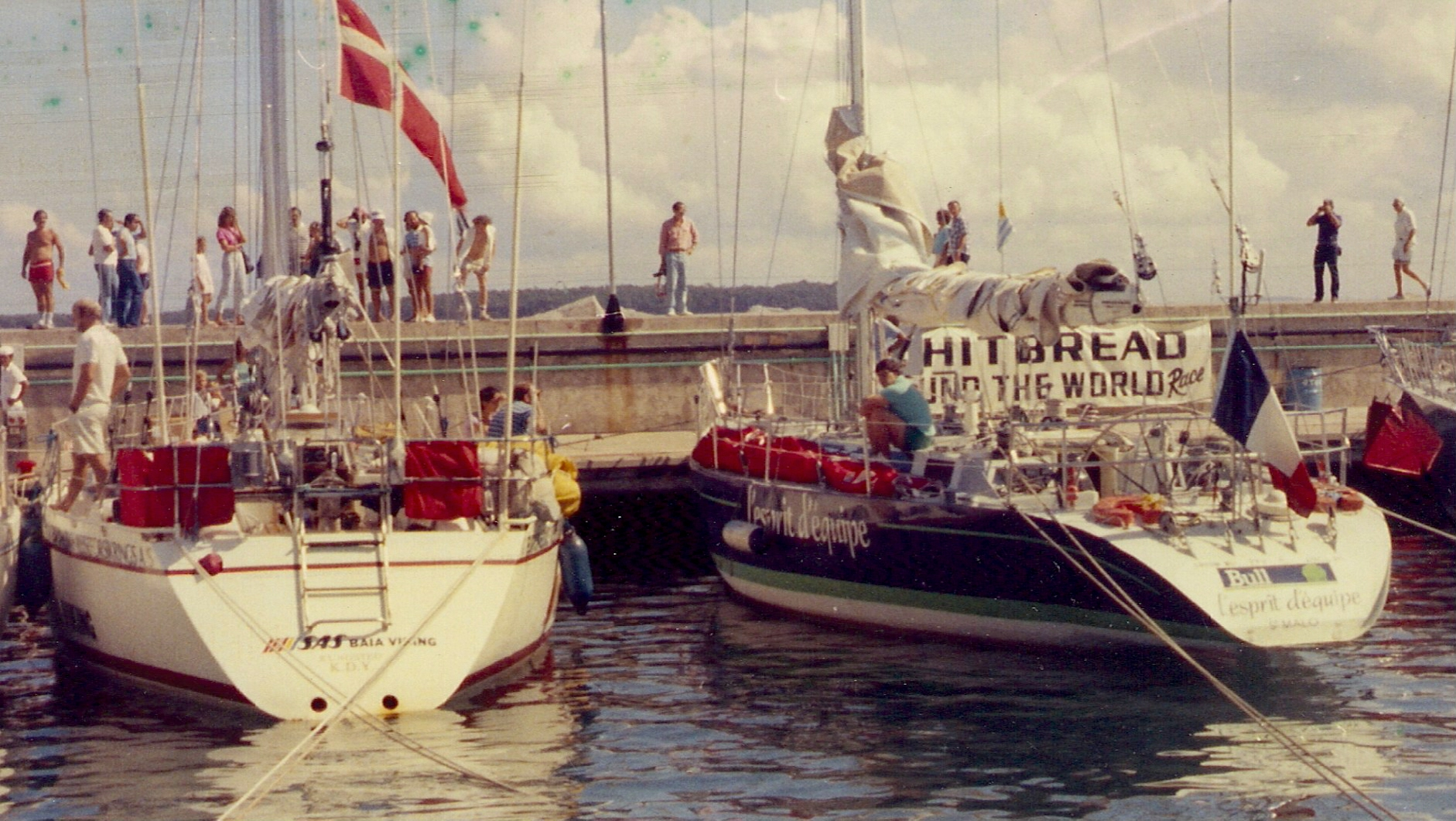
L'Esprit d'Équipe et SAS Baia Viking à quai à Punta del Este.

- 1 bateau français - Classés : 1er, L'Esprit d'Équipe, skipper Lionel Péan

- Lionel Péan remporte la course en temps compensé sur L'Esprit d'Équipe, un voilier de 17,60 m.
- Éric Tabarly, sur Côte d'Or, termine dixième avec une pénalité de modification de quille au Cap de 4 j 01 h 56 min.

- Le classement se fait en temps compensé.
- Non classé : Atlantic Privateer (États-Unis) 24,69 m Peter Kuttel
- Abandon : Enterprise New Zealand (Nouvelle-Zélande) 24,25 m Digby Taylor

| Pos. | Bateau                            | Skipper                     | Type/ LOA (ft)    | Temps compensé    | Temps réel        |
| ---- | --------------------------------- | --------------------------- | ----------------- | ----------------- | ----------------- |
| 1    | L'Esprit d'Équipe France          | Lionel Péan                 | monocoque 17,60 m | 111 j 23 h 09 min | 132 j 00 h 15 min |
| 2    | Philips Innovator Pays-Bas        | Dirk Nauta                  | Monocoque 19,20 m | 112 j 21 h 31 min | 127 j 03 h 00 min |
| 3    | Fazer Finland Finlande            | Michael Berner              | Monocoque 19,81 m | 115 j 00 h 49 min | 128 j 05 h 25 min |
| 4    | U.B.S Switzerland Suisse          | Pierre Fehlmann             | Monocoque 24,40 m | 117 j 04 h 47 min | 117 j 14 h 31 min |
| 5    | Rucanor Tristar Belgique          | Gastaaf Versluys            | Monocoque 17,56 m | 118 j 09 h 29 min | 139 j 10 h 26 min |
| 6    | Fortuna Light Espagne             | Javier Visiers              | Monocoque 19,00 m | 121 j 00 h 06 min | 137 j 21 h 22 min |
| 7    | Lion New Zealand Nouvelle-Zélande | Peter Blake                 | Monocoque 23,93 m | 121 j 07 h 38 min | 122 j 06 h 31 min |
| 8    | Drum Royaume-Uni                  | Skip Novak                  | Monocoque 24,00 m | 122 j 06 h 19 min | 122 j 18 h 54 min |
| 9    | Equity and Law Pays-Bas           | Pleun Van der Lugt          | Monocoque 16,76 m | 123 j 06 h 43 min | 145 j 19 h 07 min |
| 10   | Côte d'Or Belgique                | Éric Tabarly                | Monocoque 25,00 m | 126 j 08 h 27 min | 122 j 06 h 30 min |
| 11   | Shadow of Switzerland Suisse      | Nora & Otto Zehender-Müller | Monocoque 17,37 m | 128 j 11 h 55 min | 154 j 14 h 54 min |
| 12   | Norsk Data GB Royaume-Uni         | Bob Salmon                  | Monocoque 23,79 m | 136 j 01 h 12 min | 138 j 01 h 15 min |
| 13   | SAS Baia Viking Danemark          | Jesper Norsk                | Monocoque 15,24 m | 144 j 18 h 54 min | 170 j 18 h 53 min |

### Édition 1989-1990
- 6 étapes - 33 000 milles soit environ 61 000 km

Parcours de la Whitbread 1989-1990.

- Southampton -Punta del Este 6 280 milles
- Punta del Este - Fremantle 7 650 milles
- Fremantle -Auckland 3 430 milles
- Auckland - Punta del Este 6 250 milles
- Punta del Este - Fort Lauderdale 5 470 milles
- Fort Lauderdale - Southampton 3 840 milles
- 23 bateaux au départ, 21 classés.
- 1 bateau français classé  6e, Charles Jourdan, skipper Alain Gabbay

- C'est un Néo-Zélandais, Peter Blake, qui l'emporte sur Steinlager II, un maxi monocoque. À noter la présence d'un équipage entièrement féminin, skippé par Tracy Edwards, qui remporte deux étapes dans sa catégorie.

- Classement final toutes classes confondues[3] :

| Pos. | Bateau                                    | Skipper                                                                             | Type/ LOA (ft) | Temps réel             |
| ---- | ----------------------------------------- | ----------------------------------------------------------------------------------- | -------------- | ---------------------- |
| 1    | Steinlager II Nouvelle-Zélande            | Peter Blake                                                                         | maxi           | 128 j 09 h 40 min      |
| 2    | Fisher and Paykel Nouvelle-Zélande        | Grant Dalton                                                                        | Maxi           | 129 j 21 h 18 min      |
| 3    | Merit Suisse                              | Pierre Fehlmann                                                                     | Maxi           | 130 j 10 h 10 min      |
| 4    | Rothmans Royaume-Uni                      | Lawrie Smith                                                                        | Maxi           | 131 j 04 h 54 min      |
| 5    | The Card Suède                            | Roger Nilson, Ann Lippens                                                           | Maxi           | 135 j 07 h 15 min      |
| 6    | Charles Jourdan France                    | Alain Gabbay                                                                        | Maxi           | 136 j 15 h 14 min      |
| 7    | Fortuna Extra Lights Espagne              | Javier de la Gandara, Jan Santana, José Luis Doreste                                | Maxi           | 137 j 08 h 14 min      |
| 8    | Gatorade Italie                           | Pierre Sicouri, Hervé Jan, Giorgio Falck                                            | Maxi           | 138 j 14 h 30 min      |
| 9    | Union Bank of Finland Finlande            | Ludde Ingvall                                                                       | Maxi           | 138 j 16 h 38 min      |
| 10   | Belmont Finland II Finlande               | Harry Harkimo                                                                       | Maxi           | 139 j 04 h 31 min      |
| 11   | Fazisi Union soviétique                   | Alexei Grischenko, Skip Novak, Valeri Alexeev                                       | Maxi           | 139 j 09 h 01 min      |
| 12   | NBC Irland Irlande                        | Joe English                                                                         | Maxi           | 139 j 19 h 22 min      |
| 13   | Bristish Satquote Defender Royaume-Uni    | Colin Watkins, Frank Esson                                                          | Maxi           | entre 143 j et 144 j   |
| 14   | Equity and Low II Pays-Bas                | Dirk Nauta                                                                          |                | 148 j 23 h 50 min      |
| 15   | Liverpool Enterprise Royaume-Uni          | Bob Salmon                                                                          |                | 151 j 04 h 52 min      |
| 16   | Creightons Naturally Royaume-Uni          | John Chittenden                                                                     |                | 162 j 06 h 34 min      |
| 17   | L'Esprit de Liberté France                | Patrick Tabarly                                                                     |                | 164 j 21 h 36 min      |
| 18   | Maiden Royaume-Uni                        | Tracy Edwards                                                                       |                | 167 j 03 h 06 min      |
| 19   | Schlussel von Bremen Allemagne de l'Ouest | Ron Renken, Harm Müller, Rühlck Jochen, Orgelmann Wilhelm, Otto Beck, Peter Weidner |                | entre 170 j et 171 j   |
| 20   | With Integrity Royaume-Uni                | Andy Coghill                                                                        |                | entre 170 et 171 jours |
| 21   | La Poste France                           | Daniel Mallé                                                                        |                | 181 j 22 h 56 min      |

- Abandons :

Martela O.F.  Finlande - Markku Wiikeri
Rucanor Sport  Belgique - Bruno Dubois

### Édition 1993-1994

Parcours de la Whitbread 1993-1994.

Pour améliorer la compréhension de la compétition, les organisateurs décident d'imposer une jauge unique pour tous les voiliers. De la sorte, plus de temps compensé : le premier voilier qui franchit la ligne a gagné. Ce sont les W60 (W pour Whitbread), des monocoques de 60 pieds (environ 18 mètres), qui deviendront ensuite les V60 (V pour Volvo). Néanmoins, les propriétaires des Maxi (environ 25 mètres), qui ont besoin de rentabiliser leurs investissement réussissent à imposer l'inscription de leurs bateaux. La course se court donc en deux classes. Grant Dalton l'emporte en classe Maxi sur New Zealand Endeavour. Ross Field l'emporte en classe W60 sur Yamaha. L'écart très faible entre les deux classes de bateaux, malgré la différence de taille, justifie a posteriori les critères de la jauge W60.
| Pos.       | Bateau               | Pays             | Skipper                                                          | Classe | Temps réel        |
| ---------- | -------------------- | ---------------- | ---------------------------------------------------------------- | ------ | ----------------- |
| 1          | NZ Endeavour         | Nouvelle-Zélande | Grant Dalton (Nouvelle-Zélande)                                  | Maxi   | 120 j 5 h 9 min   |
| 2          | Yamaha               | Nouvelle-Zélande | Ross Field (Nouvelle-Zélande)                                    | W60    | 120 j 14 h 55 min |
| 3          | Merit Cup            | Suisse           | Pierre Fehlmann (Suisse)                                         | Maxi   | 121 j 2 h 50 min  |
| 4          | Intrum Justitia      | Europe           | Roger Nilson (Suède)/ Lawrie Smith (Royaume-Uni)                 | W60    | 121 j 5 h 26 min  |
| 5          | Galicia 93 Pescanova | Espagne          | Javier de la Gandara (Espagne)                                   | W60    | 122 j 6 h 12 min  |
| 6          | Winston              | États-Unis       | Dennis Conner (États-Unis) / Brad Butterworth (Nouvelle-Zélande) | W60    | 122 j 9 h 32 min  |
| 7          | La Poste             | France           | Éric Tabarly (France)                                            | Maxi   | 123 j 22 h 54 min |
| 8          | Tokio                | Japon            | Chris Dickson (Nouvelle-Zélande)                                 | W60    | 128 j 16 h 19 min |
| 9          | Brooksfield          | Italie           | Guido Maisto (Italie)                                            | W60    | 130 j 4 h 29 min  |
| 10         | Hetman Sahaidachny   | Ukraine          | Eugene Platon (Ukraine)                                          | W60    | 135 j 23 h        |
| 11         | Reebok/Dolphin Youth | Royaume-Uni      | Conrad Humphreys (Royaume-Uni)                                   | W60    | 137 j 21 h        |
| 12         | Heineken             | États-Unis       | Dawn Riley (États-Unis)                                          | W60    | 138 j 16 h        |
| 13         | Odessa               | Ukraine          | Anatoly Verba (Ukraine)                                          | W60    | 158 j 4 h         |
| Non classé | Fortuna              | Espagne          | Lawrie Smith (Royaume-Uni)                                       | Maxi   |                   |

Vainqueurs d'étapes :
| Étape | Ville départ             | Ville arrivée         | Bateau vainqueur | Skipper                          |
| ----- | ------------------------ | --------------------- | ---------------- | -------------------------------- |
| 1     | Southampton              | Punta del Este        | NZ Endeavour     | Grant Dalton (Nouvelle-Zélande)  |
| 2     | Punta del Este (Uruguay) | Fremantle             | Intrum Justitia  | Lawrie Smith (Royaume-Uni)       |
| 3     | Fremantle                | Auckland              | NZ Endeavour     | Grant Dalton (Nouvelle-Zélande)  |
| 4     | Auckland                 | Punta del Este        | NZ Endeavour     | Grant Dalton (Nouvelle-Zélande)> |
| 5     | Punta del Este           | Fort Lauderdale       | Yamaha           | Ross Field (Nouvelle-Zélande)    |
| 6     | Fort Lauderdale          | Southampton (England) | Tokio            | Chris Dickson (Nouvelle-Zélande) |

### Édition 1997-1998

Parcours de la Whitbread 1997-1998.

Cette fois, seuls les W60 (devenus V60) sont autorisés à courir. La course se court en 9 étapes, et le classement se fait en points attribués à chaque étape en non plus en temps de course, pour revaloriser aussi les plus courtes étapes. C'est l'américain Paul Cayard qui l'emporte sur le bateau suédois EF Language, malgré un équipage (et le skipper lui-même) peu expérimenté en course au large. Volvo se présentait aussi pour la première fois comme sponsor du trophée. La régate s'appelait ainsi "Whitbread round the world race for Volvo the Trophy".
| Pos. | Bateau              | Pays        | Skipper                                                         | Points |
| ---- | ------------------- | ----------- | --------------------------------------------------------------- | ------ |
| 1    | EF Language         | Suède       | Paul Cayard (États-Unis)                                        | 836    |
| 2    | Merit Cup           | Monaco      | Grant Dalton (Nouvelle-Zélande)                                 | 698    |
| 3    | Swedish Match       | Suède       | Gunnar Krantz (Suède)                                           | 689    |
| 4    | Innovation Kvaerner | Norvège     | Knut Frostad (Norvège)                                          | 633    |
| 5    | Silk Cut            | Royaume-Uni | Lawrie Smith (Royaume-Uni)                                      | 630    |
| 6    | Chessie Racing      | États-Unis  | George Collins/John Kostecki (États-Unis)                       | 613    |
| 7    | Toshiba             | États-Unis  | Dennis Conner (États-Unis)/Paul Standbridge (Nouvelle-Zélande)* | 528    |
| 8    | Brunel Sunergy      | Pays-Bas    | Hans Bouscholte/Roy Heiner (Pays-Bas)                           | 415    |
| 9    | EF Éducation        | Suède       | Christine Guillou (France)                                      | 275    |
| DNF  | America's Challenge | États-Unis  | Ross Field (Nouvelle-Zélande)                                   | 58     |

Vainqueurs d'étapes :
| Étape | Ville départ    | Ville arrivée         | Bateau vainqueur | Skipper                             |
| ----- | --------------- | --------------------- | ---------------- | ----------------------------------- |
| 1     | Southampton     | Le Cap                | EF Language      | Paul Cayard (États-Unis)            |
| 2     | Le Cap          | Fremantle             | Swedish Match    | Gunnar Krantz                       |
| 3     | Fremantle       | Sydney                | EF Language      | Paul Cayard (États-Unis)            |
| 4     | Sydney          | Auckland              | Merit Cup        | Grant Dalton (Nouvelle-Zélande)     |
| 5     | Auckland        | San Sebastiao (Chili) | EF Language      | Paul Cayard (États-Unis)            |
| 6     | San Sebastiao   | Fort Lauderdale       | Silk Cut         | Lawrie Smith (Royaume-Uni)          |
| 7     | Fort Lauderdale | Baltimore             | Brunel Sunergy   | Roy Heiner (Pays-Bas)               |
| 8     | Annapolis       | La Rochelle           | Toshiba          | Paul Standbridge (Nouvelle-Zélande) |
| 9     | La Rochelle     | Southampton           | Merit Cup        | Grant Dalton (Nouvelle-Zélande)     |

### Édition 2001-2002

Parcours de la Volvo Ocean Race 2001-2002.

La course s'est déroulée sur 31 600 milles nautiques, départ le 23 septembre 2001. Volvo, devenu principal sponsor depuis le retrait de Whitbread, propose 3 étapes en fin de course à La Rochelle (France), Göteborg (Suède) et Kiel (Allemagne), qui correspondent aux trois marchés principaux des véhicules Volvo.
- Vainqueur : le bateau allemand Illbruck Challenge, barré par l'Américain John Kostecki.
- Second : le bateau suédois Assa Abloy, barré par le Britannique Neal McDonald.

| Pos. | Bateau             | Pays       | Skipper                             | Points |
| ---- | ------------------ | ---------- | ----------------------------------- | ------ |
| 1    | Illbruck Challenge | Allemagne  | John Kostecki (États-Unis)          | 61     |
| 2    | ASSA ABLOY         | Suède      | Neal McDonald (Royaume-Uni)         | 55     |
| 3    | Amer Sports One    | États-Unis | Grant Dalton (Nouvelle-Zélande)     | 44     |
| 4    | Team Tyco          | Bermudes   | Kevin Shoebridge (Nouvelle-Zélande) | 42     |
| 5    | News Corp          | Australie  | Jez Fanstone (Australie)            | 41     |
| 6    | Djuice Dragons     | Norvège    | Knut Frostad (Norvège)              | 33     |
| 7    | Team SEB           | Suède      | Gunnar Krantz (Suède)               | 32     |
| 8    | Amer Sports Too    | États-Unis | Lisa McDonald (États-Unis)          | 16     |

Vainqueurs d'étapes
| Étape | Ville départ   | Ville arrivée  | Bateau vainqueur |
| ----- | -------------- | -------------- | ---------------- |
| 1     | Southampton    | Le Cap         | Illbruck         |
| 2     | Le Cap         | Sydney         | Illbruck         |
| 3     | Sydney         | Hobart         | Assa Abloy       |
| 4     | Hobart         | Auckland       | Assa Abloy       |
| 5     | Auckland       | Rio de Janeiro | Illbruck         |
| 6     | Rio de Janeiro | Miami          | Assa Abloy       |
| 7     | Miami          | Baltimore      | Team News Corp   |
| 8     | Baltimore      | La Rochelle    | Illbruck         |
| 9     | La Rochelle    | Göteborg       | Assa Abloy       |
| 10    | Göteborg       | Kiel           | Djuice Dragons   |

### Édition 2005-2006

Parcours de la Volvo Ocean Race 2005-2006.

La course s'est déroulée sur 31 600 milles nautiques, le départ a été donné le 12 novembre 2005 de Vigo (Espagne).
C'est la première fois que sont organisées des courses In-Port aux escales. 
- 9 étapes ont été parcourues :
  1. Vigo - Le Cap, (Afrique du Sud)
  2. Le Cap - Melbourne, (Australie)
  3. Melbourne - Wellington, (Nouvelle-Zélande)
  4. Wellington - Rio de Janeiro (Brésil)
  5. Rio de Janeiro - Baltimore
  6. Baltimore - New York (États-Unis)
  7. New York - Portsmouth (Grande-Bretagne)
  8. Portsmouth - Rotterdam (Pays-Bas)
  9. Rotterdam - Göteborg (Suède)

Vainqueurs d'étapes
| Étape                  | Villes                                  | Bateau vainqueur     |
| ---------------------- | --------------------------------------- | -------------------- |
| Prologue : course port | Sanxenxo (Galice)                       | Ericsson Racing Team |
| Étape 1                | Vigo - Le Cap                           | ABN AMRO 1           |
|                        | point de passage Fernando de Noronha    | ABN AMRO 1           |
| course port            | Le Cap                                  | ABN AMRO 1           |
| Étape 2                | Le Cap - Melbourne                      | ABN AMRO 1           |
|                        | point de passage archipel des Kerguelen | ABN AMRO 1           |
|                        | point de passage Eclipse Island         | ABN AMRO 1           |
| course port            | Melbourne                               | ABN AMRO 1           |
| Étape 3                | Melbourne - Wellington                  | Movistar             |
| Étape 4                | Wellington - Rio de Janeiro             | ABN AMRO 1           |
|                        | point de passage cap Horn               | ABN AMRO 1           |
| course port            | Rio de Janeiro                          | ABN AMRO 1           |
| Étape 5                | Rio de Janeiro - Baltimore/Annapolis    | ABN AMRO 1           |
|                        | point de passage Fernando de Noronha    | Movistar             |
| course port            | Baltimore                               | Movistar             |
| Étape 6                | Baltimore/Annapolis - New York          | ABN AMRO 1           |
| Étape 7                | New York - Portsmouth/UK                | ABN AMRO 1           |
|                        | point de passage cap Lizard             | ABN AMRO 1           |
| course port            | Portsmouth                              | ABN AMRO 1           |
| Étape 8                | Portsmouth - Rotterdam                  | Brasil 1             |
| course port            | Rotterdam                               | ABN AMRO 1           |
| Étape 9                | Rotterdam - Göteborg                    | Pirates des Caraïbes |

- Classement final 2005-2006

| Position | Bateau                   | Pays       | Architecte        | Constructeur  | Skipper          | Points |
| -------- | ------------------------ | ---------- | ----------------- | ------------- | ---------------- | ------ |
| 1        | ABN AMRO ONE             | Pays-Bas   | Juan Kouyoumdjian | Killian Bushe | Mike Sanderson   | 96.0   |
| 2        | Pirates of the Caribbean | États-Unis | Bruce Farr        | Green Marine  | Paul Cayard      | 73.0   |
| 3        | Brasil 1                 | Brésil     | Bruce Farr        | ML Boatworks  | Torben Grael     | 67.0   |
| 4        | ABN AMRO TWO             | Pays-Bas   | Juan Kouyoumdjian | Killian Bushe | Sebastien Josse  | 58.5   |
| 5        | Ericsson Racing Team     | Suède      | Bruce Farr        | Green Marine  | Neal MacDonald   | 55.0   |
| 6        | Movistar                 | Espagne    | Bruce Farr        | Boatspeed     | Bouwe Bekking    | 48.0   |
| 7        | Brunel                   | Australie  | Don Jones         | Hart Marine   | Grant Wharington | 15.5   |

Il est à noter que cette édition a été marquée par de nombreux évènements en fin de course, du fait d'une météo très difficile.
Le 18 mai 2006, pendant l'étape 7, Hans Horrevoets, du bateau ABN Amro Two, tombe à la mer. Il est récupéré par l'équipage mais ceux-ci ne parviennent pas à le ranimer. Le 20 mai 2006, l'équipage de Movistar abandonne son bateau et monte à bord d'ABN Amro Two.

### Édition 2008-2009

Parcours de la Volvo Ocean Race 2008-2009.

La dixième édition de la course est la plus longue (37 000 milles) depuis la création de l'épreuve en 1973.
Elle a été disputée en 17 manches dont 7 régates côtières et 10 étapes. Elle a débuté à Alicante (Espagne), le 4 octobre 2008, par une régate côtière.
La course se termine le 27 juin 2009 à Saint-Pétersbourg par la victoire au classement général d'Ericsson 4 skippé par Torben Grael.
Programme de l'édition 2008-2009
| Nom            | Date             | Départ              | Arrivée             | Longueur (milles) | Vainqueur        | Temps                     |
| -------------- | ---------------- | ------------------- | ------------------- | ----------------- | ---------------- | ------------------------- |
| Course in-port | 4 octobre 2008   | Alicante            | Alicante            | -                 | Telefonica Blue  |                           |
| Étape 1        | 11 octobre 2008  | Alicante            | Le Cap              | 6 500             | Ericsson 4       | 21 jours 17 min 54 s      |
| Étape 2        | 15 novembre 2008 | Le Cap              | Kochi               | 4 450             | Ericsson 4       | 14 jours 11 h 32 min 30 s |
| Étape 3        | 13 décembre 2008 | Kochi               | Singapour           | 1 950             | Telefonica Blue  | 9 jours 4 h 51 min 22 s   |
| Course in-port | 10 janvier 2009  | Singapour           | Singapour           | -                 | Ericsson 4       |                           |
| Étape 4        | 18 janvier 2009  | Singapour           | Qingdao             | 2 500             | Telefonica Blue  | 11 jours 2 h 0 min 25 s   |
| Course in-port | 7 février 2009   | Qingdao             | Qingdao             | -                 | Ericsson 4       |                           |
| Étape 5        | 14 février 2009  | Qingdao             | Rio de Janeiro      | 12 300            | Ericsson 3       | 40 jours 5 h 37 min 57 s  |
| Course in-port | 4 avril 2009     | Rio de Janeiro      | Rio de Janeiro      | -                 | Telefonica Blue  |                           |
| Étape 6        | 11 avril 2009    | Rio de Janeiro      | Boston              | 4 900             | Ericsson 4       | 15 jours 3 h 5 min        |
| Course in-port | 9 mai 2009       | Boston              | Boston              | -                 | Telefonica Blue  |                           |
| Étape 7        | 16 mai 2009      | Boston              | Galway              | 2 550             | Ericsson 4       | 7 jours 7 h 33 min        |
| Course in-port | 30 mai 2009      | Galway              | Galway              | -                 | Puma             |                           |
| Étape 8        | 6 juin 2009      | Galway              | Göteborg /Marstrand | 950               | Ericsson 4       | 4 jours 12 h 57 min       |
| Étape 9        | 14 juin 2009     | Göteborg /Marstrand | Stockholm           | 525               | Puma             | 1 jour 9 h 43 min 10 s    |
| Course in-port | 21 juin 2009     | Stockholm           | Stockholm           | -                 | Telefonica Blue  |                           |
| Étape 10       | 25 juin 2009     | Stockholm           | Saint-Pétersbourg   | 400               | Telefonica Black | 1 jour 12 h 41 min 25 s   |

Classement général des bateaux de l'édition 2008-2009
| Bateau                           | Sponsor     | Nationalité | Numéro du bateau | Architecte             | Constructeur                                                   | Skipper                       | Points |
| -------------------------------- | ----------- | ----------- | ---------------- | ---------------------- | -------------------------------------------------------------- | ----------------------------- | ------ |
| Ericsson Racing Team Ericsson 4  | Ericsson    | Suède       | SWE 4            | Juan Kouyoumdjian      | Killian Bushe (Kista, Stockholm)                               | Torben Grael                  | 114,5  |
| Puma Racing Team Il Mostro       | Puma        | États-Unis  | -                | Botin Carkeek          | Goetz Custom Boats (Bristol, Rhode Island) & Customline Yachts | Ken Read                      | 105,5  |
| Telefonica Blue H.R.M. Elena     | Telefonica  | Espagne     | ESP 12           | Farr Yacht Design      | King Marine (Alginet, Valence)                                 | Bouwe Bekking                 | 98,0   |
| Ericsson Racing Team Ericsson 3  | Ericsson    | Suède       | SWE 3            | Juan Kouyoumdjian      | Killian Bushe (Kista, Stockholm)                               | Anders Lewander Magnus Olsson | 78,5   |
| Green Dragon (Green Team)        | -           | Irlande     | IRL 888          | Reichel Pugh           | McConaghy Boats (Chine)                                        | Ian Walker                    | 67,0   |
| Telefonica Black H.R.M. Cristina | Telefonica  | Espagne     | ESP 11           | Farr Yacht Design      | Southern Ocean Marine (Tauranga, Nouvelle-Zélande)             | Fernando Echavarri            | 58,0   |
| Team Delta Lloyd                 | Delta Lloyd | Pays-Bas    | NED 1            | Juan Kouyoumdjian      | Killian Bushe (Lelystad, Pays-Bas)                             | Ger O'Rourke                  | 41,5   |
| Team Russia Kosatka              | WDCS        | Russie      | RUS 1            | Humphreys Yacht Design | Green Marine (UK)                                              | Andreas Hanakamp              | 10,5   |

Team Russia s'est retiré de la course à l'issue de la troisième étape en raison de soucis financiers. Il a cependant couru la dernière étape hors classement.

### Édition 2011-2012
La onzième édition de la course s'est disputée en 19 manches dont 10 régates côtières et 9 étapes. Elle a débuté à Alicante (Espagne) le 29 octobre 2011 par une régate côtière. Le véritable départ de la course a été donné le 5 novembre 2011. 6 équipages étaient en course. Cette édition a été remportée par Groupama 4 skippé par le Français Franck Cammas. 

### Édition 2014-2015
La douzième édition de la course s'est disputée en 19 manches dont 10 régates côtières et 9 étapes. Elle a débuté à Alicante (Espagne) le 4 octobre 2014  et s'est terminée le 27 juin 2015 à Göteborg (Suède). 7 équipages étaient en course dont un équipage entièrement féminin. Cette édition a été remportée par Abu Dhabi Ocean Racing, skippé par l'Anglais Ian Walker.

### Édition 2017-2018
La treizième édition de la course emmenait les 7 équipes engagées sur un parcours de 45,000 milles nautiques autour du monde, à travers quatre océans, avec des escales dans 12 villes différentes sur les 6 continents. Elle s'est donc disputée en 11 étapes et 11 régates côtières (In-Port Races), sur les bateaux monotypes VO65, qui avaient déjà pris part à l'édition 2014-15. Les sept équipages présents sur la ligne de départ à Alicante le 22 octobre 2017 s'élançaient pour neuf mois sur la course la plus longue et la plus rude au monde. 
| Étape | Distance (milles nautiques) | Ville départ | Ville d'arrivée | Bateau vainqueur        |
| ----- | --------------------------- | ------------ | --------------- | ----------------------- |
| 1     | 1700                        | Alicante     | Lisbonne        | Vestas 11th Hour Racing |
| 2     | 7000                        | Lisbonne     | Le Cap          | MAPFRE                  |
| 3     | 6500                        | Le Cap       | Melbourne       | MAPFRE                  |
| 4     | 5600                        | Melbourne    | Hong Kong       | SHK Scallywag           |
| 5     | 100                         | Hong Kong    | Guangzhou       |                         |
| 6     | 6100                        | Hong Kong    | Auckland        | team AkzoNobel          |
| 7     | 7600                        | Auckland     | Itajai          | Team Brunel             |
| 8     | 5700                        | Itajai       | Newport         | MAPFRE                  |
| 9     | 3300                        | Newport      | Cardiff         | Team Brunel             |
| 10    | 1300                        | Cardiff      | Göteborg        | Team Brunel             |
| 11    | 700                         | Göteborg     | La Haye         | Dongfeng Race Team (en) |

Neuf mois après avoir quitté Alicante, l'édition 2017-18 offre l'arrivée la plus serrée de toute l'histoire de la course. Au départ de la dernière étape depuis Göteborg, trois équipes (Dongfeng Race Team, MAPFRE, Team Brunel) sont à égalité parfaite de points, et prétendent à la victoire. La veille de l'arrivée Dongfeng Race Team prend une option inattendue à l'approche d'un DST (Dispositif de séparation du trafic maritime > les bateaux ont interdiction de pénétrer dans ces zones, et doivent les contourner), et longe la côte danoise. De l'autre côté de ce DST, plus au large, Team Brunel et MAPFRE prennent l'avantage et, au matin même de l'arrivée de la course à La Haye, semblent jouer les 1re et 2e places. Mais l'option choisie par l'équipe chinoise finit par payer, et au bout du suspense, à seulement 15 minutes de ses poursuivants, l'équipage de Charles Caudrelier coupe la ligne en première position, et remporte ainsi l'édition 2017-18 de la Volvo Ocean Race. 

En 2017-18, toutes les équipes engagées sont mixtes, et embarquent à bord une personne dédiée à la communication, qui a pour rôle de raconter la course ; grâce à un matériel spécifique et au développement des technologies de communication, les équipes peuvent envoyer des photos, vidéos, ainsi que du texte à terre, et faire vivre ce tour du monde en équipage de l'intérieur. 
| Pos. | Bateau                   | Skipper            | Leg 1 | Leg 2 | Leg 3 | Leg 4 | Leg 5 | Leg 6 | Leg 7 | Leg 8 | Leg 9 | Leg 10 | Leg 11 | Bonus* | TOTAL |
| ---- | ------------------------ | ------------------ | ----- | ----- | ----- | ----- | ----- | ----- | ----- | ----- | ----- | ------ | ------ | ------ | ----- |
| 1    | Dongfeng Race Team (en)  | Charles Caudrelier | 5     | 6     | 12    | 6     | 1     | 4     | 12    | 4     | 10    | 4      | 7      | 2      | 73    |
| 2    | MAPFRE                   | Xabi Fernandez     | 6     | 7     | 14    | 4     | 1     | 5     | 6     | 7     | 6     | 6      | 5      | 3      | 70    |
| 3    | Team Brunel              | Bouwe Bekking      | 2     | 4     | 8     | 3     | 1     | 2     | 14    | 6     | 14    | 7      | 4      | 4      | 69    |
| 4    | team AkzoNobel           | Simeon Tienpont    | 4     | 3     | 2     | 5     | 1     | 7     | 10    | 3     | 12    | 5      | 6      | 1      | 59    |
| 5    | Vestas 11th Hour Racing  | Charlie Enright    | 7     | 5     | 10    | 0     | 0     | 0     | 0     | 5     | 8     | 2      | 1      | 1      | 39    |
| 6    | Turn the Tide on Plastic | Dee Caffari        | 1     | 1     | 4     | 2     | 1     | 3     | 8     | 2     | 4     | 3      | 3      | -      | 32    |
| 7    | SHK Scallywag            | David Witt         | 3     | 2     | 6     | 7     | 1     | 6     | 0     | 1     | 2     | 1      | 2      | 1      | 32    |

*Bonus : le vainqueur d'une étape remporte un point bonus (7 points + 1 bonus). Un point bonus est attribué à la première équipe qui franchie le Cap Horn (Team Brunel). Un autre point bonus attribué à l'équipe ayant réalisé le meilleur temps cumulé sur l'ensemble de la course (Dongfeng Race Team)
Le classement est établi sur un système de points élevés.
Les deux étapes du grand sud (Le Cap - Melbourne & Auckland - Itajai) ainsi que l'étape transatlantique entre Newport et Cardiff comptent double. 

### Édition 2022-2023

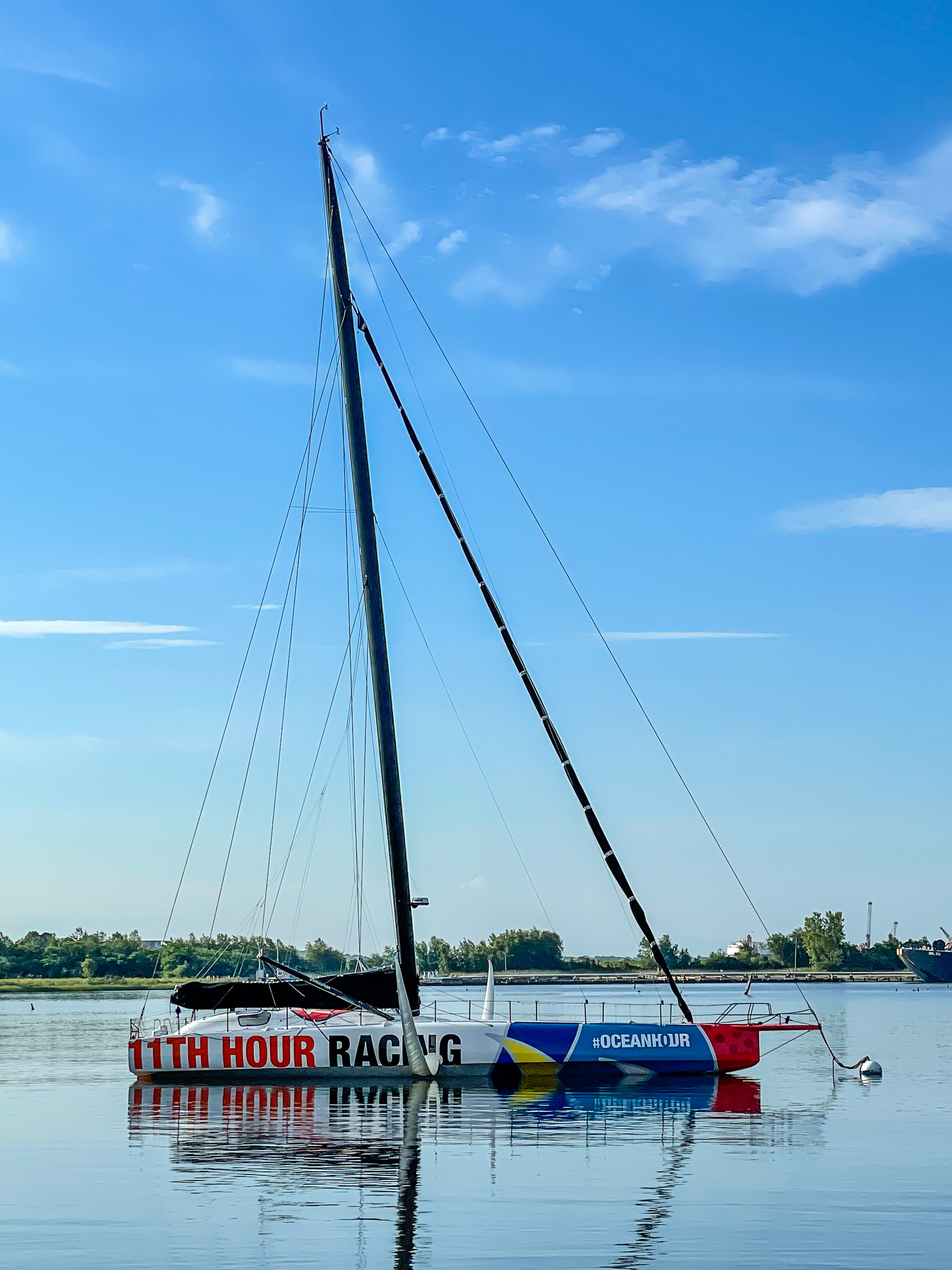
11th Hour Racing Team, vainqueur du tour du monde des Imoca.

Reporté au 15 janvier 2023, le départ de la quatorzième édition, The Ocean Race 2022-2023, est donné à Alicante. Deux classes de monocoques sont représentées, avec deux classements séparés : les monotypes VO65, qui ont déjà participé aux deux dernières éditions de la course, et les prototypes foilers Imoca, qui courent notamment le Vendée Globe. Les VO65 ne disputent que les étapes 1, 6 et 7. Les Imoca effectuent l'intégralité du parcours. Le trophée des VO65 est remporté par le Polonais Windwhisper Racing Team, skippé par Pablo Arrarte (es) et Daryl Wislang. Le tour du monde des Imoca est remporté par l'Américain 11th Hour Racing Team, skippé par Charlie Enright.
- Étape 1 : départ d'Alicante (Espagne) le 15 janvier 2023
- Étape 2 : départ de Mindelo (Cap-Vert) le 25 janvier 2023
- Étape 3 : départ du Cap (Afrique du Sud) le 26 février 2023
- Étape 4 : départ d'Itajaí (Brésil) le 23 avril 2023
- Étape 5 : départ de Newport (États-Unis) le 21 mai 2023
- Étape 6 : départ d'Aarhus (Danemark) le 8 juin 2023
- Étape 7 : départ de La Haye (Pays-Bas) le 15 juin 2023
- Régate côtière finale à Gênes (Italie) le 1er juillet 2023